# سرعت هوا (فیلم ۱۹۹۸)
سرعت هوا (به انگلیسی: Airspeed) فیلمی محصول سال ۱۹۹۸ و به کارگردانی رابرت تینل است. در این فیلم بازیگرانی همچون الیشا کاتبرت و جو مانتگنا ایفای نقش کرده‌اند.